# Kim Ki-taik
Kim Ki-taik, född 3 oktober 1962 i Sydkorea, är en sydkoreansk idrottare som tog OS-silver i bordtennis 1988 i Seoul. I semifinalen slog Kim ut ungraren Tibor Klampar, men förlorade i finalen mot landsmannen Yoo Nam-kyu.